# Larry Bird
Lawrence Joseph "Larry" Bird (født 7. december 1956, i West Baden Springs, Indiana) er en amerikansk tidligere basketballspiller.

## Klubkarriere
Bird tilbragte hele sin karriere i NBA, fra 1979 til 1992, som forward hos Boston Celtics. I denne periode vandt han tre NBA-mesterskaber, og blev tre gange valgt som ligaens MVP. For Boston spillede han i nr. 33. Bird blev i 1996 valgt som en af ligaens bedste spillere nogensinde og blev i 1998 stemt ind i basketballens Hall of Fame. Birds rekord for flest points i en kamp (60) er stadig det meste en Celtics-spiller har scoret i en og samme kamp. Bird fungerede desuden efter sin spillerkarriere både som træner (1997–2000) og præsident (2003–2017) for NBA-holdet Indiana Pacers.
I 1998 blev Bird optaget i Naismith Memorial Basketball Hall of Fame.

## Landshold
I 1977, mens han stadig var amatør, deltog Bird på det amerikanske landshold ved sommeruniversiaden og var her med til at vinde guld for sit hold.
Da professionelle spillere fik adgang til legene, stillede USA med en række af de bedste spillere fra NBA ved OL 1992 i Barcelona, et hold der blev benævnt "Dream Team", som også inkluderede Bird. Amerikanerne vandt da også sikkert alle kampene i indledende pulje, hvorpå de besejrede Puerto Rico og Litauen i kvart- og semifinalen. Finalen blev et opgør mod Kroatien, der havde revanche til gode fra indledende pulje, men heller ikke her levnede amerikanerne modstanderne en chance, da de vandt med 117-85 og dermed sikrede sig den ventede guldmedalje, mens Kroatien fik sølv og Litauen bronze. Birds indsats under legene var relativt begrænset, efter at han i årene op til OL havde været plaget af flere skader, og han indstillede sin karriere efter OL.

## Referener
1. ↑  Larry Bird (engelsk), thebasketballworld.com, hentet 17. juni 2024
2. 1 2  Larry Bird, olympedia.org, hentet 24. juli 2024
3. ↑  Basketball, Men, olympedia.org, hentet 4. marts 2024